# Bence Bicsák
Bence Bicsák (nacido el 19 de octubre de 1995) es un triatleta profesional húngaro. Es miembro del equipo de triatlón olímpico húngaro de 2020. Compitió en el evento individual masculino en los Juegos Olímpicos de Verano del 2020 en Tokio. Ocupó el puesto 7 de 51 atletas olímpicos que comenzaron la carrera.
En los Juegos Olímpicos de Tokio 2020, Bicsák compitió en el Triatlón inaugural: evento mixto de relevos. El equipo húngaro formado por dos hombres y dos mujeres finalizó en 11.ª posición. Los miembros del equipo nacional húngaro, seguidos de sus números iniciales y enlaces a sus perfiles oficiales de atletas olímpicos fueron; Zsanett Bragmayer 15A, Bence Bicsák 15B, Zsofia Kovacs 15C y Tamás Toth 15D.
La Unión Húngara de Triatlón y el Comité Olímpico Húngaro consideraron a Bence Bicsák como el atleta que podría ganar la primera medalla olímpica de triatlón de Hungría. Antes del séptimo lugar de Bence Bicsák, el mejor resultado de triatlón olímpico de Hungría hasta la fecha fue el de Csaba Kuttor, quien terminó en el puesto 30 en los Juegos Olímpicos de Sídney 2000.
Ningún triatleta húngaro, incluso aquellos que participaron en múltiples Juegos Olímpicos, se ubicaron por encima del ranking mundial actual de triatlón de Bence Bicsák.
World Triathlon organiza eventos de carreras internacionales de primer nivel. Bicsák compitió en los Campeonatos del Mundo de Triatlón (WTCS) y también en varias Copas del Mundo de Triatlón.
Desde 2014, los resultados de la carrera Bicsák han atraído mucha atención nacional. Su carrera fue seguida de cerca. Como triatleta, es miembro del equipo de triatlón PSN zrt (Pécsi Sport Nonprofit) desde 2015. El equipo de PSN zrt tiene su sede en la ciudad de Pécs, donde reside Bence Bicsák y donde completó su carrera universitaria. Se graduó en Administración y Dirección de Empresas por la Universidad de Pécs, (Pécsi Tudományegyetem).
Szilárd Tóth es el entrenador en jefe de Bicsák y también el jefe del Departamento de Triatlón de PSN, que tiene alrededor de 50 empleados. Bicsák entrena y compite habitualmente con su compañero de equipo húngaro Faldum Gábor. Faldum fue triatleta olímpico en los Juegos Olímpicos de 2016 en Río de Janeiro. (Faldum ocupa actualmente el puesto 72). Además, como parte de la selección húngara, Bicsák participó en campos de entrenamiento en el extranjero, donde entrenó y compitió con el triatleta olímpico de 2016 y 2020 Támas Tóth. Durante los Juegos Olímpicos de Verano de 2020, Támas ocupó el puesto 19. Durante los Juegos Olímpicos de 2016, Támas ocupó el puesto 33 y su compatriota húngaro Gabor ocupó el puesto 20.
Al 28 de julio de 2021, las calificaciones de Bence Bicsák son;
- Triatlón masculino en los Juegos Olímpicos de Tokio 2020, séptimo[1]
- Clasificación mundial 21[7]
- Serie del Campeonato Mundial de Triatlón en el puesto 17[8]
- Clasificación continental 15[9]
- 76 partidos, 14 podios, 8 victorias[10]

## Infancia y primeros años
Bence Bicsák era un niño continuamente activo, le encantaba jugar al aire libre, siempre le gustaron los pasatiempos y los nuevos deportes. Correr, nadar, andar en bicicleta, fútbol, baloncesto eran algunos de los deportes que le proporcionaban placer. Alrededor de los 7 u 8 años, practicaba natación algunas veces a la semana. No le gustó mucho, no tuvo éxito en las competencias, pero sus padres lo persuadieron para que continuara. Mientras tanto, siguió con otros deportes.
Cuando tenía unos 11 o 12 años, sus padres, que corrían como hobby, llevaron a correr al joven Bence Bicsák. La carrera le dio placer.
Un entrenador local, István Góczán de la Asociación de Triatlón Zalaegerszeg, contactó a Bicsák y lo invitó a participar en una competencia de acuatlón. El acuatlón es una carrera que combina la natación y la carrera. A Bence le fue bien en la natación y corrió para terminar primero. Para su sorpresa, Bence ganó una medalla de oro. Nunca antes había ganado una carrera. La carrera fue la chispa que lo colocó en un camino excepcionalmente largo y desafiante para convertirse en uno de los 10 mejores triatletas. A los 15 años, Bicsák decidió practicar triatlón. En algún momento, István Góczán le preguntó al joven Bence Bicsák a qué edad quería alcanzar su máximo nivel de rendimiento, tanto físico como mental. La respuesta de Bence Bicsák fue "entre 25 y 28".
Bence Bicsák tiene un hermano dos años menor. Su hermana Flora Bicsák compitió durante muchos años en triatlón, duatlón y atletismo. De 2010 a 2019, Flora compitió en varios eventos de pista y campo. En 2019, antes de que el COVID-19 afectara el calendario de competencias, Flora ganó dos medallas de oro y una de plata en la categoría de 5000 m, una medalla de oro en la categoría de 3000 m. Cuando era adolescente, Bence y Flora solían entrenar juntos. Flora Bicsák compitió en los Juegos Olímpicos de la Juventud de Nankín 2014.
Los padres de Bence Bicsák son médicos y, como afición, practicaron durante varios años el deporte de la media maratón.

## Carrera profesional

### 2011-2012: Aprendizaje, Formación y Progreso
En los años 2011 y 2012, Bence Bicsák compitió en seis eventos de Triatlón de la Unión Europea. En la mitad de los eventos, estuvo entre los 10 primeros.
Bicsák era miembro del Club de Triatlón Zalaegerszeg y entrenó con el equipo Mogyi SE Baja - Pécs (ahora conocido como el equipo Mogyi SE Baja) durante el verano de 2012.

### 2013: primer húngaro en clasificarse para el Campeonato del Mundo
ra 2013, la base de datos del ranking mundial de triatlón indica que Bence Bicsák compitió en 6 eventos de triatlón. Ganó un oro. En general, en el 25% de los eventos, estuvo entre los 10 primeros.
El 15 de junio en el Campeonato de Europa de Triatlón de 2013 en Alanya, Turquía, Bence Bicsák logró un inesperado 10° lugar en la categoría Júnior Masculina.
Se convirtió en el primer húngaro en clasificarse para el Campeonato Mundial. La experiencia acumulada por Bicsák en la Gran Final de Londres fue significativa. Jacob Birtwhistle, Tyler Mislawchuk y Kristian Blummenfelt, quienes tendrían cada uno los 10 mejores clasificados olímpicos en 2020 y 2021, también estuvieron presentes en la Gran Final.
A pesar de su edad júnior, el 21 de julio de 2013 compitió por primera vez en la categoría Élite masculina durante la Copa Europea de Triatlón Sprint ITU Tartu 2013. Ocupó el puesto 21 entre 47 competidores. El tiempo de Bence Bicsák fue 00:57:28, Kristian Blummenfelt de Noruega ocupó el primer lugar con un tiempo de 00:55:36.
El 3 de agosto de 2013, obtuvo el primer lugar en el Campeonato Nacional de Triatlón Juvenil de Hungría.
En 2013, también ganó la medalla de oro en el Campeonato Nacional de Duatlón de Hungría.
Para 2013, Bence Bicsák diseñó su plan de entrenamiento. Su padre, que anteriormente había competido en la media maratón, también ayudó. El regimiento de entrenamiento del joven atleta era; entrenar una o dos veces al día, nadar seis veces a la semana, andar en bicicleta tres veces a la semana o más durante la primavera y el verano, y correr cuatro o cinco veces a la semana. El entrenamiento general fue; 14 a 15 entrenamientos en invierno y de 16 a 18 en verano.
Como miembro del Club de Triatlón Zalaegerszeg, Bence Bicsák recibió asistencia técnica de; Csaba Horváth y Tamás Horváth en natación, István Góczán en carrera, Tamás Binder y Miklós Déri en ciclismo.
Durante el verano de 2013 también entrenó con el equipo Mogyi SE Baja -Pécs.

### 2014: innumerables éxitos. ir a la universidad
Para 2014, la base de datos del ranking mundial de triatlón indica que Bence Bicsák compitió en 8 eventos de triatlón. Ganó tres oros y un bronce. En general, en el 75% de los eventos, estuvo entre los 10 primeros.
En 2014, como Júnior terminó 12.º en la Gran Final Mundial de Triatlón en Edmonton, y también como Júnior terminó 5.º en el Campeonato Europeo de Triatlón ETU Kitzbühel. Como júnior, también ganó dos Copas de Europa, una en Tiszaujvaros y otra en Holten.
En 2014, y por segundo año consecutivo, Bence Bicsák ganó la medalla de oro en el Campeonato Nacional de Duatlón de Velocidad de Hungría. En el mismo año, su hermana menor, Flora Bicsák, también ganó la medalla de oro en el Campeonato Nacional de Duatlón de Hungría. Al vencer a otros 542 competidores, Flora Bicsák también ganó la medalla de plata en el Campeonato Nacional de Cross Country de 2014. Los dos hermanos, Bence y Flora, solían entrenar juntos para el triatlón. Su éxito atlético en 2014 atrajo la atención de los medios nacionales.
En el Campeonato Europeo de Triatlón ETU de Kitzbühel de 2014, Alistair Brownlee (campeón olímpico de Londres en 2012) ganó el oro en la categoría Élite masculina. Poco después de la victoria de Alistair, Bence y su hermana Flora fueron fotografiados e inspirados por Alistair Brownlee. Esta inspiración ayudó al joven Bence Bicsák a alcanzar el éxito futuro como triatleta profesional. Su hermana Flora participaría unos meses después en dos eventos en los Juegos Olímpicos de la Juventud de Nankín 2014. Flora Bicsák finalizó 17.ª.
Cabe señalar que el apoyo entre hermanos y la rivalidad entre los triatletas ocurren con frecuencia. Por ejemplo, Jonathan Brownlee (ganador de la medalla olímpica de bronce y plata) ayudó físicamente a su hermano Alistair a llegar a la meta durante el dramático final de la Serie Mundial de Triatlón de Cozumel 2016. El acto anterior de amor fraternal y amistad fue noticia en todo el mundo.
En junio de 2014, Bence Bicsák se graduó de Zalaegerszegi Zrínyi Miklós Gimnázium (escuela secundaria). el médico Lajos Bicsák, padre del atleta, se graduó de la misma escuela en 1983. Su hermana menor, Flora, también se graduaría de la misma escuela en 2016.
En enero de 2014. Bence Bicsák se enroló como triatleta en el equipo Mogyi SE Baja-Pécs.
En 2014, Bence Bicsák fue aceptado en la Facultad de Economía y Negocios de la Universidad de Pécs. Muchas décadas antes, sus padres se habían graduado en la Universidad de Pécs. Se trasladó de Zalaegerszeg a la ciudad de Pécs. En 2014 empezó a entrenar como triatleta para PSN zrt.

### 2015: El desarrollo de Bicsák llama mucho la atención
En 2015, PSN Zrt Sportiskola (PSN Ltd. Escuela de Deportes de Pécs) estableció un nuevo departamento de triatlón dirigido por Toth Szilard. Como jefe de departamento y entrenador, Szilárd y gran parte de su dedicado personal brindaron a Bence Bicsák y a casi cuarenta triatletas húngaros más excelentes condiciones de entrenamiento y un apoyo significativo. PSN zrt. Cuenta con 14 departamentos deportivos e importantes instalaciones deportivas.
2015 fue el primer año que Bence Bicsák compitió como adulto y en la categoría de triatlón Sub-23 (hasta 23 años). También comenzó a correr la distancia olímpica (1,5 km de natación, 40 km de bicicleta y 10 km de carrera a pie), un formato de carrera dos veces más largo que la mayoría de sus carreras anteriores. Para Bicsák, las distancias de triatlón significativamente más largas, junto con un nivel de competencia mucho más alto, hicieron que el año fuera mucho más desafiante.
Para 2015, la base de datos del ranking mundial de triatlón indica que Bence Bicsák compitió en 11 eventos de triatlón y obtuvo tres podios, dos de plata y uno de bronce. En general, estuvo entre los 10 primeros en el 73% de los eventos.
Bicsák no se clasificó para la final de la Copa del Mundo de 2015, pero al parecer aprendió mucho de la experiencia negativa. En Hungría, el desarrollo de Bicsák siguió atrayendo mucha atención. Sus sesiones de entrenamiento duraban de 5 a 6 horas por día.

### 2016: Desempeño revolucionario. Tercer lugar en la Gran Final de Cozumel
Para 2016, la base de datos del ranking mundial de triatlón indica que Bence Bicsák compitió en 12 eventos de triatlón y obtuvo dos bronces. En general, estuvo entre los 10 primeros en el 58% de los eventos. En 2016, Bence Bicsák compitió en eventos de carrera de triatlón de distancia olímpica en la categoría de adultos. La motivación y la experiencia adquirida al competir contra ex atletas olímpicos y posibles futuros atletas olímpicos ayudaron a Bicsák a lograr un progreso significativo.
En 2016, cuando era estudiante universitario, el régimen de entrenamiento semanal típico de Bicsák consistía en dos carreras intensas, tres carreras medianas y una carrera de larga distancia desafiante. El primero se combinó con natación diaria y ciclismo tres veces por semana.
En 2016, la Unión Húngara de Triatlón premió a Bence Bicsák, entonces de 20 años, como el mejor atleta Sub-23 de 2015.
La actuación de Bicsák ayudó al recién creado departamento de triatlón en Pécs a ocupar el quinto lugar entre 92 asociaciones húngaras.
Bicsák y su compañera triatleta y Pécs Noémi Sárszegi se clasificaron para el programa de entrenamiento de los Juegos Olímpicos de Tokio 2020. El programa de entrenamiento olímpico de 2020 comenzó después de los Juegos Olímpicos de Río 2016. Ha proporcionado campos de entrenamiento y competencias especializados para ayudar a desarrollar atletas olímpicos húngaros potenciales. Uno de los principales objetivos de Bicsák era prepararse para 2018 para el proceso de clasificación olímpica de dos años para los Juegos de 2020. Durante el proceso de calificación de dos años, en muchas carreras, los triatletas acumulan puntos. Los 55 mejores hombres y 55 mujeres con las calificaciones de puntos más altas califican para los Juegos.
En 2016, las carreras que no son eventos de la ITU (Unión Internacional de Triatlón) brindaron a Bicsák oportunidades adicionales para competir, disfrutar del deporte y mejorar. En mayo de 2016, Bence Bicsák con su entrenador Szilárd Tóth y el kayakista Vilmos Fodróczi como compañeros ganaron el Campeonato de Cuadratlón de Media Distancia. Asimismo, a finales de mayo, y a pesar de correr cuatro fines de semana consecutivos, Bicsák ganó el oro por tercer año consecutivo en el triatlón de distancia sprint de Tiszaújváros. En septiembre ganó el oro en Solvenia con una ventaja de aproximadamente 2 minutos.
En junio de 2016, y a pesar de luchar contra una infección viral, Bicsák terminó octavo en el Campeonato de Europa de Triatlón Sub-23 en Bulgaria, lo que le valió los derechos de clasificación para el importantísimo Campeonato Mundial de Triatlón Sub-23 en México.
Descrito como su gran avance en el Triatlón Mundial, el 7 de septiembre de 2016, Bence Bicsák ganó un Bronce en la Gran Final Mundial de Triatlón ITU 2016 en Cozumel U23. El podio de la Gran Final se enfrentó a muchos competidores que ocupaban lugares de calibre olímpico en la clasificación. Su bronce se destacó por haber clasificado en el puesto 33 antes del inicio de la carrera. Tras la carrera, y en la categoría Adultos, Bicsák mantuvo su puesto 138, un salto sustancial desde el puesto 360 que ocupaba a principios de ese mismo año. La Gran Final de Bronce fue fundamental en la carrera del triatleta.

### 2017: Gana su primera Copa del Mundo de Triatlón
Para 2017, la base de datos del ranking mundial de triatlón indica que Bence Bicsák compitió en 11 eventos de triatlón y ganó el oro en cuatro de ellos. En general, estuvo entre los 10 primeros en el 73% de los eventos. 2017 fue un año muy exitoso para Bicsák. Ganaría su primera Copa del Mundo de Triatlón en Tiszaujvaros.
En reconocimiento a sus excelentes resultados y progreso en 2016, en enero de 2017, Bence Bicsák fue premiado por la Fundación Húngara de Triatlón por segunda vez. La Fundación otorgó a Bicsák el primer premio en 2014. Como beneficiario del programa de entrenamiento olímpico húngaro 2020, a principios de 2017 Bence Bicsák asistió a un campo de entrenamiento en las Islas Canarias. Entre otras actividades formativas, y en comparación con el clima húngaro en invierno, el entorno más favorable de las Islas Canarias hizo posible que Bicsák pedaleara 800 kilómetros en dos semanas.
Después de participar en un campo de entrenamiento de dos semanas en Chipre el 26 de marzo de 2017, Bence Bicsák ocupó el cuarto lugar en el evento Elite de la Copa de Europa de Triatlón ETU Gran Canaria 2017. Hubo mucho caos en la parte de natación de la carrera. Salió del agua en el puesto 12, alcanzó al grupo de ciclistas escapado en los primeros 10 km del segmento ciclista y se impulsó durante su carrera hasta el cuarto lugar en su primera competencia de 2017.
El 22 de abril de 2017, Bence Bicsák terminó con el oro en el Campeonato Nacional de Duatlón Sprint de Hungría celebrado en Balatonboglar.
El 4 de junio de 2017, Bence Bicsák terminó 9° en el evento Elite de la Copa del Mundo de Triatlón ITU de Cagliari. El evento marcó la segunda vez que Bicsák terminó entre los diez primeros en una Copa del Mundo, y con eso, alcanzó el puesto 66 en el ranking mundial.
El 22 de julio de 2017, Bence Bicsák ganó su primera Copa del Mundo de Triatlón en el evento Tiszaujvaros ITU Triathlon World Cup Elite 2017. Bicsák ganó el oro al llegar a la línea de meta 15 segundos antes que el tres veces campeón olímpico Dmitry Polyanski y así le dio a Hungría su segunda medalla de oro en una Copa del Mundo de Triatlón. Ákos Vanek es el único otro triatleta húngaro en ganar una Copa del Mundo de Triatlón. Dos semanas antes del evento de la Copa del Mundo, Bicsák terminó séptimo en el Campeonato de Europa Sub-23 de Atletismo. Además, Bicsák finalizó tercero en el Campeonato Nacional de Adultos de 10.000 metros.
El 5 de agosto de 2017, Bence Bicsák ganó el oro en el evento del Campeonato de Europa de Triatlón U23 ETU de Velence. Después del evento del Campeonato de Europa, Bicsák ocupó el puesto 47 en el ranking mundial.
En una publicación del 12 de septiembre de 2017, Bence Bicsák afirmó que ser triatleta trae "un poco de dolor". Sin embargo, agregó que aumentar gradualmente su carga de trabajo a varias sesiones de entrenamiento al día durante muchos años lo ayudó a adaptarse. Agradecido por el apoyo de la Universidad de Pécs, profesores y amigos, Bence Bicsák afirmó que solo le quedaría una sesión o pasantía más para completar su carrera. Bence Bicsák enfatizó que su sueño no era solo clasificarse para los Juegos Olímpicos de 2020, sino "salir con un buen resultado". Además, añadió que su "último objetivo es convertirse en uno de los mejores triatletas del mundo". Bence Bicsák se graduó en Administración y Dirección de Empresas por la Universidad de Pécs - Facultad de Economía y Negocios.

### 2018: Competir a nivel mundial
Para 2018, la base de datos del ranking mundial de triatlón indica que Bence Bicsák compitió en 13 eventos de triatlón y ganó dos medallas de oro y una de bronce. En general, estuvo entre los 10 primeros en el 62% de las carreras. En 2018 compitió en Asia, Canadá, Australia, Europa y Medio Oriente.
En 2018, la Unión Húngara de Triatlón premió a Bence Bicsák, entonces de 22 años, como mejor atleta de triatlón y duatlón. El entrenador de Bence Bicsák, Szilárd Tóth, fue nombrado Entrenador del Año en la misma ceremonia. En 2017, Szilárd Tóth era el jefe del departamento de triatlón en Pécs. El departamento constaba de una plantilla de unas cincuenta personas. Al andar en bicicleta de 200 a 300 km y correr de 60 a 70 km por semana, el entrenador Tóth participó activamente en el entrenamiento de los triatletas.
El 12 de mayo de 2018, en el evento Yokohama Elite de la Serie Mundial de Triatlón (WTS) de la ITU, Bence Bicsák terminó en quinto lugar. Las WTS es donde compiten los mejores del mundo; esta segunda participación de Bicsák en las WTS. Después de la carrera, el entonces dos veces campeón del mundo y dos veces olímpico Mario Mola estrechó la mano de Bicsák para reconocer la notable hazaña de Bicsák. El Yokohama WTS fue el primero de cuarenta eventos de clasificación de triatlón olímpico para los Juegos de 2020. Los primeros 12 resultados determinan la clasificación de clasificación olímpica. Los eventos de la Copa Mundial de Triatlón ITU tienen un máximo de 75 competidores. Sin embargo, la Serie Mundial de Triatlón ITU (WTS) tiene solo 55 competidores, y muchos de los 10 primeros en la clasificación tienden a estar presentes.
El 21 de mayo de 2018, después de dos carreras, Bence Bicsák obtuvo el 1.er lugar en el Ranking de Clasificación Olímpica Individual ITU. Después de la Copa Mundial de Triatlón ITU de Lausana, donde terminó 4.º, el 18 de agosto de 2018, Bence Bicsák fue 7.º en el Ranking Individual ITU de Clasificación Olímpica. Una semana más tarde, después del evento ITU World Triathlon Montreal Elite, ocupó el sexto lugar.
El 14 de septiembre de 2018, en el evento Gold Coast U23 de la Gran Final Mundial de Triatlón ITU, Bence Bicsák ganó el bronce al compartir el podio con Tayler Reid y Samuel Dickenson.
Reflexionando sobre el año de competencia de triatlón 2018, Bence Bicsák declaró: "Estos resultados son dignos de mención porque ningún triatleta húngaro ha llegado al top 10 hasta ahora, y este fue solo mi primer año en una competencia de clase mundial".
En octubre de 2018, Bence Bicsák afirmó que entrena diariamente en los tres deportes (natación, ciclismo). Además, durante una carrera, mantiene un pulso de unas 190 pulsaciones por minuto durante unas dos horas. Su entrenador, Szilárd Tóth, se refirió a Bence Bicsák como "la máquina deportiva tuneada".
Dejando de lado el ranking de Clasificación Olímpica, en noviembre de 2018, Bence Bicsák ocupó el puesto 18 en el Ranking Mundial de Triatlón.
Siendo 2018 su primer año compitiendo a nivel mundial, Bence Bicsák informó que todos fueron amables y recibidos personalmente por los atletas más eminentes. Agregó que aumentaría la intensidad de su entrenamiento, pero adoptaría un enfoque equilibrado y gradual para lograr la mejor forma física y mental necesaria para estar en los Juegos Olímpicos. Indicó que estaba progresando bien y que tenía confianza. A finales de 2018, su primer año compitiendo en la Serie Mundial de Triatlón (WTS), Bence Bicsák ocupaba el puesto 23.
Uno de los objetivos declarados de Bicsák para 2019 era asegurar su clasificación olímpica participando en tantas series mundiales de triatlón como fuera posible. Otro objetivo era disfrutar y amar lo que estás haciendo y dar lo mejor de ti en los estudios universitarios.

### 2019
Para 2019, la base de datos del ranking mundial de triatlón indica que Bence Bicsák compitió en 11 eventos de triatlón y ganó dos medallas de bronce. En general, estuvo entre los 10 primeros en el 64% de las carreras.
El 27 de abril de 2019, en el evento MS Amlin World Triathlon Bermuda Elite, Bicsák terminó en séptimo lugar. El resultado de la carrera lo llevó al puesto 11 en el ranking de la Serie Mundial de Triatlón, superando a un atleta que compitió dos veces en el torneo. Después de la carrera, la actuación de Bicsák llamó la atención de la leyenda del triatlón, entonces cinco veces campeón del mundo.
El 18 de mayo de 2019, en el evento de élite de Yokohama World Triathlon ITU, Bicsák terminó tercero. Bicsák superó al cinco veces campeón mundial y medallista olímpico de plata Javier Gómez por 12 segundos para ganar el bronce. Además, Bicsák compartió podio con el triatleta número 1 Vincent Luis y el medallista olímpico Henri Schoeman. Después de una hora, cuarenta y tres minutos y 26 segundos de carrera, Bicsák estaba a solo cinco segundos del Oro y 1 segundo de la Plata. El triatleta número 1 Vincent Luis fue el primero en felicitar a Bicsák y decirle que sabía que llegaría el momento. El resultado de la carrera colocó a Bicsák en el 6° lugar en el ranking de Clasificación Olímpica y en el 12° en el ranking Mundial. (Histórica medalla de bronce de Bence Bicák en la serie de Copas del Mundo de triatlón).
El 27 de mayo de 2019, Richárd László, Director de Toyota Central Europe, entregó un Toyota C-HR híbrido a Bence Bicsák y otros doce atletas olímpicos patrocinados. Toyota fue patrocinador platino del Comité Olímpico Húngaro y también patrocinó directamente a atletas como Bicsák. Krisztián Kulcsár, presidente del Comité Olímpico Húngaro, estuvo presente en la ceremonia de distribución.
El 6 de julio de 2019, ocurrió un accidente de varios ciclistas durante el evento Hamburg Wasser World Triathlon Elite. Como resultado, un herido Bence Bicsák requirió transporte a un hospital. Desafortunadamente para Bicsák, la colisión de las bicicletas frente a él, mientras estaba en formación de pelotón, hizo que la colisión para él y los demás fuera inevitable. A gran velocidad, entró violentamente en contacto con una barrera de metal contra la multitud. Fue expulsado por los aires cuando su bicicleta se detuvo repentina y completamente.
Para empeorar las cosas, la ambulancia tardó mucho en llegar a Bicsák debido a que un tractor estacionado bloqueó el acceso. Desafortunadamente, el accidente en Hamburgo hizo imposible que él y el equipo húngaro participaran en la carrera de relevos del equipo de Triatlón al día siguiente. Aunque Bicsák había sufrido varios accidentes durante su larga carrera, esta era la primera vez que necesitaba transporte a un hospital. Afortunadamente, no hubo fracturas ni desgarros significativos. Antes de la carrera en Hamburgo, Bicsák había terminado entre los 10 primeros en todos los eventos WTS menos uno. Después de Hamburgo, Bicsák ocupó el puesto 16 en el ranking mundial, el 9 en el ranking WTS y el 10 en el ranking de clasificación olímpica.
Debido a sus lesiones, el régimen de entrenamiento de Bicsák necesitaba ajustarse, pero tenía esperanzas para el resto de la temporada de competencias de triatlón. Después del evento de Hamburgo, se suponía que Bicsák estaría en el evento del Campeonato Mundial en Edmonton, Canadá. Desafortunadamente, debido a los puntos recientes en su cuerpo, no estaría compitiendo allí. En las semanas que siguieron, su rodilla estaba sanando rápidamente. Asistió a un campo de entrenamiento a gran altitud en los Estados Unidos. En sus propias palabras, "Estaba en una posición muy mala en términos de resistencia, pero aún más mentalmente, todavía me mantuve firme en mis objetivos".
El 16 de agosto de 2019, se llevó a cabo el principal evento de clasificación olímpica del Triatlón Mundial ITU de Tokio. El evento fue simultáneamente una prueba de la sede olímpica de 2020 y un evento clasificatorio para el triatlón olímpico.
El evento de Tokio tuvo lugar solo 41 días después del importante accidente y lesión de Bicsák en Hamburgo. Hubo un calor intenso, casi el 100% de humedad y fuertes vientos debido a la llegada de un tifón. Debido a las condiciones climáticas extremas, los organizadores inicialmente planearon acortar la carrera, pero esto no sucedió. En consecuencia, los organizadores mantuvieron la distancia olímpica completa (1,5 km de natación, 40 km de bicicleta y 10 km de carrera a pie).
Después de una zambullida desafiante, Bicsák alcanzó al pelotón delantero pero estuvo involucrado en un accidente de bicicleta masivo. Se recuperó de la caída y, debido a su notable actuación en la carrera, logró terminar 7.º. Más tarde, Bicsák diría que ¡solo un podio me hubiera hecho feliz! Habría sido más realista rendirme en ese momento, considerando el estado mental en el que me encontraba. Dos días después, el equipo húngaro de relevos mixtos, del que forma parte Bicsák, terminó noveno. A pesar de las lesiones físicas sufridas en Hamburgo 41 días antes, la fortaleza física y mental mostrada por Bence Bicsák en el evento clasificatorio olímpico de triatlón mundial de Tokio ITU aseguró su clasificación entre los 10 primeros. Terminar noveno en la clasificación fue notable, ya que Bicsák estaba en desventaja con respecto a sus rivales, ya que tuvo que quedarse fuera de la carrera de Edmonton debido a una lesión.
El triatlón es un deporte de resistencia que siempre tiene un gran desgaste físico y mental en el nivel de élite. Para Bicsák en recuperación, el número de víctimas en agosto de 2019 fue significativamente más alto de lo habitual. Antes de la Gran Final Mundial de Triatlón ITU, Bicsák declaró: "Me duele el tendón de Aquiles y casi no tengo piel en los talones. Incluso ponerme mis zapatos para correr es un desafío”. También afirmó: "Además, espero navegar bien en esta carrera (de la Gran Final), sin eventos desafortunados y donde, después de un comienzo suave, no tendré que luchar para volver a la parte inferior. Tenía una participación en esos dos".
Sin embargo, el 31 de agosto de 2019, en la Gran Final de Lausana, Bence Bicsák terminó en el puesto 29. Sobre la carrera, Bicsák afirmó más tarde: "Esta carrera fue la más dolorosa. Desearía haber desaparecido, haber sido invisible después de terminar 29. Fui 13.º en la general, pero todavía había otro evento que seguía apareciendo en mi mente. Estaba decidido a correr en la cita de la Copa del Mundo de Bañolas”.
El 7 de septiembre de 2019, en el evento de la Copa Mundial de Triatlón ITU de Bañolas, y en un cambio de suerte del evento de Lausana dos semanas antes, Bence Bicsák cerró la temporada de carreras de triatlón al terminar tercero. La actuación de regreso de Bence Bicsák en Bañolas fue tan "increíble". Bicsák estuvo a 17 segundos de la medalla de plata ganada por el 5 veces campeón mundial Mario Mola y a 19 segundos de la medalla de oro ganada por el entonces actual campeón mundial Vincent Luis.
El 17 de octubre de 2019, a Bence Bicsák se le atribuyó el mayor impulso del triatlón húngaro debido a sus numerosos resultados entre los 10 primeros en la Serie Mundial de Triatlón (WTS).
2019 fue el año más desafiante de la vida de Bence Bicsák. Las expectativas eran altas y mucha presión sobre el joven de 23 años. Después del evento de 2019 en Yokohama que lo llevó a la cuarta posición en la clasificación, afirmó: "De repente sentí que era capaz de cualquier cosa". Sin embargo, más tarde en el evento WTS de Hamburgo, siguió en la mejor forma de su vida por una lesión que lo anuló. A su favor, al final del año, Bicsák encontró la fuerza física y mental para terminar con un triunfo, aunque doloroso.
El 30 de diciembre de 2019, la Unión Internacional de Triatlón (ITU) clasificó oficialmente a Bence Bicsák en la novena posición en el Ranking de Clasificación Olímpica Individual para los Juegos de Tokio 2020.

### 2020
A principios de 2020, los 5.784,78 puntos de Bicsák, clasificado 9.º en la Clasificación Olímpica Individual Mundial de Triatlón, lo ponían técnicamente seguro para clasificarse para los Juegos Olímpicos de Tokio 2020. Sin embargo, Bicsák expresó que todos los atletas que llegan a los Juegos Olímpicos tienen posibilidades de ganar una medalla, independientemente de su clasificación en la Clasificación Olímpica.
El 15 de enero de 2020, una ceremonia confirmó el establecimiento de un acuerdo de patrocinio entre la Unión Húngara de Triatlón y el gigante corporativo global E.ON. Durante la misma ceremonia, en reconocimiento a los resultados de triatlón sin precedentes de Bence Bicsák, E.ON anunció que Bicsák ha sido patrocinado y espera terminar entre los 10 primeros en los Juegos Olímpicos de Tokio. Bicsák declaró: "Mi objetivo principal es convertirme en el mejor triatleta del mundo". Históricamente, el mejor resultado húngaro en unos Juegos Olímpicos fue el 30.º de Csaba Kuttor en los Juegos Olímpicos de Sídney 2000.
La Organización Mundial de la Salud (OMS) declaró el COVID-19 como una pandemia el 11 de marzo de 2020.
El 24 de marzo de 2020, en una declaración conjunta, el primer ministro de Japón, Shinzo Abe, y el presidente del Comité Olímpico Internacional (COI), Thomas Bach, anunciaron oficialmente el aplazamiento de los Juegos Olímpicos de Tokio 2020 a una fecha no posterior a 2021.
Cuando era niño, los Juegos Olímpicos eran uno de los mayores sueños de Bence Bicsák. El impacto del aplazamiento en Bence Bicsák y otros atletas olímpicos fue comprensiblemente y en muchos sentidos extremadamente molesto y significativo.
Bicsák había estado entrenando "como un loco", con la intención de alcanzar su máximo rendimiento en los Juegos Olímpicos de 2020. Sin embargo, las restricciones de COVID-19 han cerrado o limitado severamente el acceso a los lugares de entrenamiento esenciales para que un atleta de élite se desempeñe al máximo. En un triatlón, un atleta debe equilibrar el entrenamiento en los tres deportes. Para Bicsák, que es físicamente más pequeño que la mayoría de los triatletas de élite, no tener acceso a una piscina era una de sus preocupaciones más importantes.
La pandemia de COVID-19 ha restringido drásticamente los viajes internacionales y la mayoría de los triatletas de élite no han podido llegar a los eventos de triatlón de clase mundial. En consecuencia, la organización Mundial de Triatlón ha pospuesto o cancelado la mayoría de los eventos de triatlón.
Sin saber cuándo podría comenzar la temporada de competencia internacional, los triatletas de élite compitieron principalmente a nivel nacional cuando pudieron, en eventos de aficionados y bajo las restricciones de COVID-19. El primero de estos eventos Bicsák fue el evento amateur eXtremeMan 2020 cerca de Kaposvár. La prueba de distancia olímpica fue la primera carrera de Bicsák en diez meses. Entró primero para derrotar a dos de sus compañeros de equipo en el proceso. Sin embargo, el objetivo de Bicsák no era derrotar a sus competidores, sino "promover el entrenamiento de los demás" y determinar su estado mental.
En el verano de 2020, a pesar de intentar encontrar carreras en las que competir y debido a la pandemia, Bence Bicsák se encontró libre por primera vez en años. Sin embargo, no estar acostumbrado a tener tiempo libre y estar inactivo ha tenido sus desafíos. Bicsák y su entrenador se tomaron tres semanas de descanso. Bicsák fue a pescar, practicar remo, leer libros, tocar la guitarra y pasar tiempo con familiares y amigos.
Para todos los atletas de élite, la dura realidad es que no existen sustitutos adecuados para la competencia en vivo. El 5 de agosto de 2020, Bence Bicsák compitió en 8 carreras nacionales durante cinco fines de semana consecutivos. El evento más significativo fue el Campeonato Nacional de Triatlón de Hungría, donde ganó el oro.
En el nivel élite del top 10, los triatlones a menudo se ganan o se pierden por pequeños matices. Cuando compiten juntos, los 10 mejores atletas de élite necesitan hacer numerosos y minuciosos ajustes en sus tácticas durante una carrera. Cuando un atleta top 10 compite por debajo de su nivel normal, es su fuerza bruta y habilidad lo que tiende a expresarse más. Desafortunadamente, estas carreras dejan menos oportunidades para experimentar y refinar las tácticas necesarias para ganar a nivel olímpico.
El 25 de agosto de 2020, la pandemia de COVID-19 resultó en la cancelación de 7 de los 8 eventos de la Serie Mundial de Triatlón (WTS). El único evento de la WTS que quedó disponible fue en Hamburgo. La Junta Ejecutiva del Triatlón Mundial decidió que el evento único de Hamburgo coronaría a los campeones de la WTS 2020. En teoría, podían participar triatletas calificados de todo el mundo, y el número de competidores permitidos, generalmente 55, se incrementó a 65. Sin embargo, las importantes restricciones de viaje impidieron que asistieran muchos de los competidores habituales.
El triatlón es un deporte que tiene muchos gastos asociados. Desafortunadamente, para los mejores triatletas como Bicsák, otra consecuencia importante de la cancelación de siete de los ocho eventos de la WTS ha sido una reducción considerable de las oportunidades de ganar premios en metálico.
El 5 de septiembre de 2020, en el evento de élite mundial de triatlón Wasser de Hamburgo, Bence Bicsák terminó 14.º. Estaba "algo frustrado". Sobre el evento, Bicsák afirmó lo siguiente. "La carrera en Hamburgo fue significativa, no solo en términos del próximo año, sino también para mi carrera en general, porque esta es la única forma de entrenar mentalmente". "Este fue el tipo de carrera que perdí. Es totalmente diferente andar en un grupo de 60 ciclistas versus 4 o 5, como era el caso en casa".
El 5 de septiembre de 2020, en el evento del Campeonato Mundial de Relevos Mixtos de Triatlón ITU de Hamburgo, el equipo húngaro del que Bicsák era miembro terminó 12.º.
El 13 de septiembre de 2020, en el evento Élite de la Copa Mundial de Triatlón ITU de Karlovy Vary y recuperándose de un golpe menor por parte de un operador de cámara en motocicleta, Bence Bicsák terminó en quinto lugar. Desafortunadamente para Bicsák, la motocicleta dio un giro cuando Bicsák intentó pasar. Bicsák resultó levemente herido, pero "algunos competidores" lo adelantaron cuando se detuvo para girar la motocicleta. En 2020, esta fue la única Copa del Mundo en la que Bicsák pudo competir. En el evento de Karlovy Vary, el compañero de equipo de Bicsák, Márk Dévay, resultó herido en un accidente de bicicleta y tuvo que ser hospitalizado durante la carrera.

### 2021: Lapandemia de COVID-19continúa perturbando la competencia
El 20 de marzo de 2021, el Comité Olímpico Internacional y otros cuatro órganos rectores anunciaron que, debido a la pandemia de COVID, los espectadores extranjeros no podrían ver los Juegos Olímpicos de Tokio.
El 25 de marzo de 2021 comenzó el relevo de la antorcha olímpica en Japón. Esto indicó que los Juegos Olímpicos probablemente comenzarían 121 días después. El relevo de la antorcha dio esperanza a miles de deportistas de élite, entre ellos Bicsák.
En un esfuerzo de cambio de marca, el 1 de octubre de 2020, la Unión Internacional de Triatlón se convirtió en Triatlón Mundial. En consecuencia, y para mayor claridad histórica, los eventos de la UIT anteriores al 1 de octubre de 2020 permanecen identificados como UIT. Asimismo, el 4 de marzo de 2021, la Serie Mundial de Triatlón ITU (WTS) se convirtió en la Serie del Campeonato Mundial de Triatlón (WTCS). En consecuencia, y para mayor claridad histórica, los eventos WTS anteriores a 2021 permanecen identificados como WTS.
A principios de 2021, la pandemia de COVID continuó alterando significativamente el calendario de competencias establecido por el Triatlón Mundial. La incertidumbre de la primera carrera del WTCS en Chengdu, el traslado del evento a Montreal y las fechas de Adu Dhabi hicieron que la planificación de viajes y logística fuera un desafío.
El 22 de abril de 2020, World Triathlon confirmó el calendario de la Serie de Campeonatos Mundiales de Triatlón (WTCS) de 2021. La primera carrera fue de triatlón en Chengdu, China, prevista para los días 1 y 2 de mayo. Bicsák compitió anteriormente en eventos de Chengdu en 2018 y 2019. Desafortunadamente, en 2020, el evento de Chengdu fue cancelado debido a la pandemia. Sin embargo, a partir del 24 de abril de 2021, solo ocho días antes del evento Chengdu WTCS 2021, la fecha de inicio real aún no se ha confirmado.
En una serie paralela de competiciones de triatlón, la pandemia también ha hecho estragos en el calendario de la Copa del Mundo de Triatlón 2021. La cancelación de la Copa Mundial de Triatlón de Osaka 2021 y el cambio de fecha de la Copa Mundial de Triatlón de Huatulco han señalado que la temporada de la Copa Mundial 2021 podría continuar teniendo interrupciones significativas.
Debido a la COVID-19, la temporada de triatlón preolímpica de 2021 fue un desafío excepcional para muchos triatletas de élite que intentaban recuperar su máximo rendimiento. En cuatro de los cinco eventos preolímpicos de 2021, Bence Bicsák terminó muy por debajo de sus niveles de rendimiento típicos. Sin embargo, el 13 de junio de 2021, Bence Bicsák ganó la medalla de oro en el Gran Premio de triatlón de Dunkerque.
Como miembro del equipo de triatlón olímpico húngaro de 2020, Bence Bicsák compitió en el evento individual masculino en los Juegos Olímpicos de verano de 2020 en Tokio. Ocupó el puesto 7 de 51 atletas olímpicos que comenzaron la carrera.

## Endosos
Como uno de los 10 mejores triatletas, Bence Bicsák ha logrado obtener el patrocinio de las principales entidades corporativas mundiales. El video profesional que presenta a Bence Bicsák en su campaña preolímpica "For The Moment" ilustró muy bien la atención de marketing que recibió Bicsák.
Al 3 de mayo de 2021, Bence Bicsák contaba con los siguientes patrocinadores corporativos; Trek, E.ON, Mizuno, Cervecería Pécs, Oakley, Toyota, Garmin y High5.

## Estadísticas de carrera
La siguiente lista se basa en la clasificación oficial de World Triathlon y en la página de perfil de los atletas.
| Fecha      | Pos | Ciudad          | Evento | Disciplina                               | Tiempo del resultado |
| ---------- | --- | --------------- | --- | ---------------------------------------- | -------------------- |
| 31/07/2021 | 11  | Tóquio          | Jogos Olímpicos de 2020; Mixed - Relé lista Iniciar, ambiente Evento, posições de início, composição da equipe, resultados, fatos eventos, análise de eventos, Qualificação no ranking realizada no Odaiba Marine Park | Triatlo - Revezamento Misto              | 01:26:43             |
| 26/07/2021 | 7   | Tóquio          | Jogos Olímpicos de 2020; Dos homens Individual lista Iniciar, ambiente Evento, posições de início, resultados, fatos eventos , análise de eventos , Qualificação no ranking, realizada no Odaiba Marine Park           | Individual Masculino                     | 01:45:56             |
| 06/06/2021 | 25  | Leeds           | World Triathlon Championship Series | Elite Masculina                          | 01:47:20             |
| 22/05/2021 | 37  | Lisboa          | Copa Mundial de Triatlo | Elite Masculina                          | 01:44:59             |
| 21/05/2021 | DNF | Lisboa          | ITU - evento de qualificacao olimpica mundial de triatlo Mundial | Relé Misto                               | 00:00:00             |
| 15/05/2021 | 39  | Yokohama        | World Triathlon Championship Series | Elite Masculinna                         | 01:48:22             |
| 18/04/2021 | 23  | Melilla         | Taça de Triatlo da Europa | Elite Masculina                          | 00:51:16             |
| 13/09/2020 | 5   | Karlovy Vary    | Copa do Mundo de Triatlo ITU | Elite Masculina                          | 1:53:06              |
| 06/09/2020 | 12  | Hamburgo        | Campeonatos Mundiais de Triatlo ITU | Relé Misto                               | 0:19:06              |
| 05/09/2020 | 14  | Hamburgo        | Campeonatos Mundiais de Triatlo ITU | Elite Masculina                          | 0:49:52              |
| 07/09/2019 | 3   | Bañolas         | Copa do Mundo de Triatlo de ITU | Elite Masculina                          | 0:50:18              |
| 31/08/2019 | 29  | Lausanne        | Grande Final Mundial de Triatlo da ITU | Elite Masculina                          | 1:55:37              |
| 18/08/2019 | 9   | Tóquio          | ITU World Triathlon | Série de Relé Misto                      | 0:21:01              |
| 16/08/2019 | 7   | Tokio           | ITU - evento de qualificacao olimpica mundial de triatlo | Elite Masculina                          | 1:50:41              |
| 06/07/2019 | DNF | Hamburgo        | ITU World Triathlon | Elite Masculina                          | DNF                  |
| 29/06/2019 | 8   | Montreal        | ITU World Triathlon | Elite Masculina                          | 0:54:16              |
| 18/05/2019 | 3   | Yokohama        | ITU World Triathlon | Elite Masculina                          | 1:43:26              |
| 12/05/2019 | 12  | Chengdu         | Copa do Mundo de Triatlo ITU | Elite Masculina                          | 0:28:23              |
| 11/05/2019 | 1   | Chengdu         | Copa do Mundo de Triatlo ITU | Elite Masculino - 1.ª Semifinal          | 0:53:30              |
| 27/04/2019 | 7   | Bermudas        | ITU World Triathlon | Elite Masculina                          | 1:51:11              |
| 09/03/2019 | 10  | Daman           | ITU World Triathlon | Série de Relé Misto                      | 0:20:04              |
| 08/03/2019 | 17  | Daman           | ITU World Triathlon | Elite Masculina                          | 0:52:35              |
| 16/09/2018 | 9   | Costa Dourada   | Grande Final Mundial de Triatlo da ITU | Revezamento Misto U23-Junior             | 0:19:26              |
| 14/09/2018 | 3   | Costa Dourada   | Grande Final Mundial de Triatlo da ITU | Sub-23 Masculino                         | 1:44:31              |
| 26/08/2018 | 9   | Montreal        | ITU World Triathlon | Elite Masculina                          | 1:49:28              |
| 18/08/2018 | 4   | Lausanne        | Copa do Copa do Mundo de Triatlo ITU | Elite Masculina                          | 1:50:47              |
| 15/07/2018 | 13  | Hamburgo        | Campeonatos Mundiais de Triatlo ITU | Relé Misto                               | 0:19:27              |
| 14/07/2018 | 18  | Hamburgo        | ITU World Triathlon | Elite Masculina                          | 0:54:08              |
| 08/07/2018 | DNF | Tiszaujvaros    | Copa do Mundo de Triatlo ITU | Elite Masculina                          | DNF                  |
| 07/07/2018 | 1   | Tiszaujvaros    | Copa do Mundo de Triatlo ITU | Elite Masculino - 2.ª Semifinal          | 0:52:27              |
| 23/06/2018 | 1   | Baja            | HUN Sprint Triathlon National Championships | Elite Masculina                          | 0:55:52              |
| 19/05/2018 | 4   | Astaná          | Copa do Mundo de Triatlo ITU | Elite Masculina                          | 1:37:39              |
| 12/05/2018 | 5   | Yokohama        | ITU World Triathlon | Elite Masculina                          | 1:46:11              |
| 06/05/2018 | 11  | Chengdu         | Copa do Mundo de Triatlo ITU | Elite Masculina                          | 0:28:38              |
| 05/05/2018 | 1   | Chengdu         | Copa do Mundo de Triatlo ITU | Elite Masculino - 1.ª Semifinal          | 0:53:35              |
| 31/03/2018 | 1   | Sharm El Sheikh | ATU Sprint Triathlon African Cup and Pan Arab Championships | Elite Masculina                          | 0:59:48              |
| 02/03/2018 | 29  | Abu Dhabi       | ITU World Triathlon | Elite Masculina                          | 0:59:17              |
| 15/09/2017 | DNF | Róterdam        | Grande Final Mundial de Triatlo da ITU | Sub-23 Masculino                         | DNF                  |
| 06/08/2017 | 5   | Velence         | ETU Triathlon European Championship | Relé U23 Misto                           | 0:24:23              |
| 05/08/2017 | 1   | Velence         | ETU Triathlon European Championship | Sub-23 Masculino                         | 0:55:54              |
| 23/07/2017 | 1   | Tiszaujvaros    | Copa do Mundo de Triatlo ITU | Elite Masculina                          | 0:54:58              |
| 22/07/2017 | 1   | Tiszaujvaros    | Copa do Mundo de Triatlo ITU | Elite Masculino - 1.ª Semifinal          | 0:53:59              |
| 25/06/2017 | 1   | Baja            | HUN Sprint Triathlon National Championships | Elite Masculina                          | 0:55:39              |
| 18/06/2017 | 9   | Kitzbühel       | ETU Triathlon European Championship | Rele Misto                               | 0:18:31              |
| 17/06/2017 | 37  | Kitzbühel       | ETU Triathlon European Championship | Elite Masculina                          | 1:51:30              |
| 04/06/2017 | 9   | Cagliari        | Copa do Mundo de Triatlo ITU | Elite Masculina                          | 0:55:37              |
| 28/052017  | 38  | Madrid          | Copa do Mundo de Triatlo ITU | Elite Masculina                          | 1:58:23              |
| 22/04/2017 | 1   | Balatonboglar   | Campeonato Nacional de Duatlo de Sprint HUN | Elite Masculina                          | 0:52:27              |
| 26/03/2017 | 4   | Gran Canaria    | ETU Triathlon European Cup | Elite Masculina                          | 1:51:45              |
| 25/09/2016 | 9   | Salinas         | ITU Triathlon World Cup | Elite Masculina                          | 0:53:55              |
| 17/09/2016 | 13  | Cozumel         | Grande Final Mundial de Triatlo da ITU | Revezamento Misto U23-Junior             | 0:15:41              |
| 15/09/2016 | 3   | Cozumel         | Grande Final Mundial de Triatlo da ITU | Sub-23 Masculino                         | 1:53:02              |
| 07/08/2016 | 4   | Nyon            | Campeonato Universitário Mundial de Triatlo da FISU | Elite Masculina                          | 1:47:56              |
| 05/08/2016 | 7   | Nyon            | Campeonato Universitário Mundial de Triatlo da FISU | Time Masculino                           | 1:47:56              |
| 10/07/2016 | 11  | Tiszaujvaros    | Copa do Mundo de Triatlo ITU | Elite Masculina                          | 0:55:14              |
| 09/07/2016 | 8   | Tiszaujvaros    | Copa do Mundo de Triatlo ITU | Elite Masculino - 2.ª Semifinal          | 0:55:22              |
| 25/06/2016 | 3   | Baja            | HUN Sprint Triathlon National Championships | Elite Masculina                          | 1:00:54              |
| 19/06/2016 | 4   | Burgas          | ETU Triathlon European Championship | Relé U23 Misto                           | 0:24:18              |
| 18/06/2016 | 8   | Burgas          | ETU Triathlon European Championship | Sub-23 Masculino                         | 1:00:20              |
| 08/05/2016 | 26  | Cagliari        | Copa do Mundo de Triatlo ITU | Elite Masculina                          | 0:58:19              |
| 01/05/2016 | 19  | Madrid          | ETU Triathlon European Cup | Elite Masculina                          | 1:58:15              |
| 02/04/2016 | DSQ | Quarteira       | ETU Triathlon European Cup | Elite Masculina                          | DSQ                  |
| 17/09/2015 | 27  | Chicago         | Grande Final Mundial de Triatlo da ITU | Sub-23 Masculino                         | 1:44:02              |
| 16/08/2015 | 7   | Egirdir         | ETU Triathlon European Cup | Elite Masculina                          | 2:02:20              |
| 08/08/2015 | 17  | Tiszaujvaros    | Copa do Mundo de Triatlo ITU | Elite Masculino - 1.ª Semifinal          | 0:57:35              |
| 26/07/2015 | 4   | Bañolas         | ETU Triathlon European Championship | Relé U23 Misto                           | 0:19:56              |
| 25/07/2015 | 10  | Bañolas         | ETU Triathlon European Championship | Sub-23 Masculino                         | 1:46:52              |
| 12/07/2015 | 6   | Genebra         | ETU Triathlon European Championship | Relé Misto                               | 0:21:19              |
| 20/06/2015 | 2   | Baja            | HUN Sprint Triathlon National Championships | Elite Masculina                          | 0:55:36              |
| 14/06/2015 | 40  | Bakú            | Jogos Europeus Jogos Europeus | Elite Masculina                          | 1:57:26              |
| 26/04/2015 | 3   |                 | Campeonato Nacional de Duatlo de Sprint HUN | Elite Maculina                           | 0:53:06              |
| 12/04/2015 | 6   | Horst           | ETU Powerman Long Distance and Sprint Duathlon European Championship | Distância de corrida de elite masculina  | 0:54:23              |
| 12/04/2015 | 2   | Horst           | ETU Powerman Long Distance and Sprint Duathlon European Championship | Distância de Velocidade Masculina Sub-23 | 0:54:23              |
| 21/03/2015 | 15  | Quarteira       | ETU Triathlon European Cup | Elite Masculina                          | 1:51:12              |
| 29/08/2014 | 12  | Edmonton        | Grande Final Mundial de Triatlo da ITU | Júnior Masculino                         | 0:57:29              |
| 10/08/2014 | 1   | Tiszaujvaros    | ETU Triathlon European Cup | Júnior Masculino - Final                 | 0:37:35              |
| 10/08/2014 | 1   | Tiszaujvaros    | ETU Triathlon European Cup | Júnior Masculino - 3.ª Semifinal         | 0:35:38              |
| 19/07/2014 | 3   | Genebra         | ETU Triathlon European Cup | Júnior Masculino                         | 1:01:00              |
| 05/07/2014 | 1   | Holten          | ETU Triathlon European Cup | Júnior Masculino                         | 0:57:35              |
| 22/06/2014 | 8   | Kitzbühel       | ETU Triathlon European Championship | Revezamento Junior Misto                 | 0:24:27              |
| 21/06/2014 | 5   | Kitzbühel       | ETU Triathlon European Championship | Júnior Masculino                         | 0:58:22              |
| 31/05/2014 | 1   | Keszthely       | Campeonato Nacional de Triatlo HUN | Júnior Masculino                         | 1:01:10              |
| 13/04/2014 | 11  | Quarteira       | ETU Triathlon European Cup | Júnior Masculino                         | 0:58:06              |
| 12/09/2013 | 32  | Londres         | Grande Final Mundial de Triatlo da ITU | Júnior Masculino                         | 0:53:32              |
| 31/08/2013 | 13  | Eton Dorney     | ETU Triathlon European Cup | Júnior Masculino                         | 0:57:37              |
| 03/08/2013 | 1   | Fadd-Dombori    | Campeonato Nacional de Triatlo HUN | Júnior Masculino                         | 0:53:27              |
| 21/07/2013 | 21  | Tartu           | ITU Sprint Triathlon European Cup | Elite Masculina                          | 0:57:28              |
| 16/06/2013 | NC  | Alanya          | ETU Triathlon European Championship | Revezamento Junior Misto                 | 0:23:05              |
| 15/06/2013 | 10  | Alanya          | ETU Triathlon European Championship | Júnior Masculino                         | 0:53:30              |
| 08/09/2012 | 10  | lSangradd       | ETU Triathlon European Cup | Júnior Masculino                         | 0:38:53              |
| 02/09/2012 | 6   | Águilas         | ETU Triathlon European Cup | Júnior Masculino                         | 0:59:51              |
| 01/09/2012 | 2   | Águilas         | ETU Triathlon European Championship | Revezamento Juvenil Masculino            | 0:27:18              |
| 14/07/2012 | DNF | Tiszaujvaros    | ETU Triathlon European Cup | Júnior Masculino                         | 0:00:00              |
| 14/07/2012 | 4   | Tiszaujvaros    | ETU Triathlon European Cup | Júnior Masculino - 1.ª Semifinal         | 0:35:42              |
| 16/06/2012 | 32  | Vienna          | ETU Triathlon European Cup | Júnior Masculino                         | 1:04:02              |
| 13/08/2011 | 14  | Tiszaujvaros    | ETU Triathlon European Cup | Júnior Masculino - 1.ª Semifinal         | 0:36:53              |
| 31/07/2011 | 17  | Tabor           | ETU Triathlon European Cup | JJunior Masculiono                       | 1:01:50              |

## Lectura adicional
- Triatlón
- Equipo de triatlón
- Triatlón Mundial
- Serie del Campeonato Mundial de Triatlón
- Triatlón en los Juegos Olímpicos de Verano de 2020
- Triatlón en los Juegos Olímpicos de Verano de 2020 - Hombres ; Lista de inicio Archivado el 27 de julio de 2021 en Wayback Machine., entorno del evento Archivado el 26 de julio de 2021 en Wayback Machine., posiciones de inicio Archivado el 25 de julio de 2021 en Wayback Machine., resultados Archivado el 2 de agosto de 2021 en Wayback Machine., hechos del evento Archivado el 26 de julio de 2021 en Wayback Machine. , análisis del evento Archivado el 26 de julio de 2021 en Wayback Machine., ranking de clasificación Archivado el 30 de julio de 2021 en Wayback Machine.
- Triatlón en los Juegos Olímpicos de Verano de 2020 - Mujeres
- Triatlón en los Juegos Olímpicos de Verano de 2020: relevos mixtos ; Lista de largada de relevos mixtos Archivado el 29 de julio de 2021 en Wayback Machine., entorno del evento Archivado el 31 de julio de 2021 en Wayback Machine., posiciones de largada Archivado el 31 de julio de 2021 en Wayback Machine., composición del equipo Archivado el 31 de julio de 2021 en Wayback Machine., resultados y hechos del evento Archivado el 31 de julio de 2021 en Wayback Machine., análisis del evento Archivado el 31 de julio de 2021 en Wayback Machine., calificación de clasificación Archivado el 31 de julio de 2021 en Wayback Machine. celebrada en el Parque Marino de Odaiba
- Triatlón en los Juegos Olímpicos de Verano
- Hungría en los Juegos Olímpicos
- Alex Yee, subcampeón en la prueba de triatlón individual masculino de los Juegos Olímpicos de Tokio 2020
- Hayden Wilde, tercer puesto en la prueba de triatlón individual masculino de los Juegos Olímpicos de Tokio 2020